# Сад расходящихся тропок
«Сад расходя́щихся тро́пок» (исп. El jardín de senderos que se bifurcan) — рассказ аргентинского писателя Хорхе Луиса Борхеса, изданный в 1941 году в составе одноимённого сборника.

## Сюжет
Рассказ открывается с утверждения автора об ошибочности причин задержки наступления британских войск в Сен-Монтобане 24 июля 1916 года, указанных в книге Лиддел Гарта «История Первой мировой войны». Далее Борхес ссылается на заявление некоего Ю Цуна, которое приводит ниже и которое собственно и составляет рассказ.
В своём письме Ю Цун, являющийся резидентом немецкой разведки и раскрытый капитаном Ричардом Мэдденом, рассказывает о попытке передать в Германию название места, где расположен парк британской артиллерии. По телефонному справочнику он узнаёт имя человека, который может передать его известие, и отправляется к нему. Им оказывается некий Стивен Альберт. По дороге Ю Цун предаётся воспоминаниям о своём прадеде Цюй Пэне, который хотел написать роман, по многолюдности превзошедший бы «Сон в красном тереме», и создать лабиринт, где бы заблудился каждый. Однако роман оказался бессмыслицей, а лабиринт так и не нашли.
Когда Ю Цун прибывает к Альберту, то Альберт предлагает посмотреть ему сад расходящихся тропок, который также создал Цюй Пэн. В итоге оказывается, что сад, роман и лабиринт — это одно и то же. Цюй Пэн создал роман, в котором, как в лабиринте, ветвятся и переплетаются реальности.
После того, как Альберт показал роман, Ю Цун убивает его. В этот момент его настигает Ричард Мэдден. На следующий день в газетах публикуют известие о загадочном убийстве Стивена Альберта. После чего немецкая авиация бомбит город Альбер (пишется так же: Albert), где и находились британские дивизии. Так Ю Цун выполнил свою задачу.

### Сад
Роман Цюй Пэна является своего рода загадкой, в которой зашифровано время. В романе, являющемся садом расходящихся тропок, в отличие от традиционного романа герой выбирает все находящиеся перед ним возможности. В одной главе герой умирает, в другой — он снова жив. Таким образом, роман становится бесконечным. Он является подобием мира, каким видел его Цюй Пэн, не веривший в единое время, а веривший в сеть бесчисленных временных рядов.
В конце рассказа Альберт говорит Ю Цуну, что в одном из неисчислимых вариантов будущего он — его враг, в другом — друг. В действительности оказалось и то, и другое: Альберт раскрыл Ю Цуну сущность творения его предка, но Ю Цун вынужден был убить его для выполнения задания.

## Художественные особенности
Рассказ посвящён Виктории Окампо.

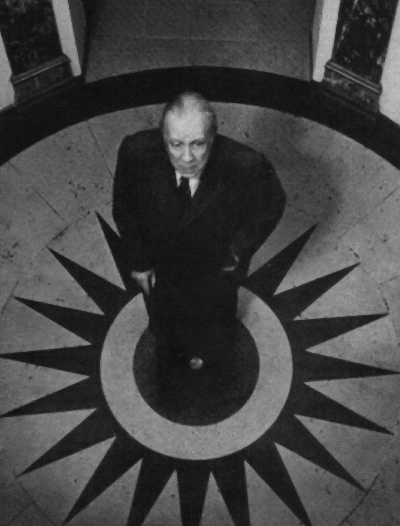
Хорхе Луис Борхес

Использование ссылки на Лиддела Гарта для Борхеса весьма типично: он традиционно отсылает читателя к настоящим источникам, что создаёт эффект реальности происходившего (см. в особенности «Тлён, Укбар, Орбис Терциус» и Аналитический язык Джона Уилкинса). Во временной промежуток, указанный в книге Гарта, Борхес вставляет заявление Ю Цуна. Но помимо этого он в само письмо Ю Цуна помещает ещё несколько текстов: письмо из Оксфорда, тома китайской Утраченной Энциклопедии и, наконец, сам «Сад расходящихся тропок» — роман Цюй Пэна. А также, по мнению Бориса Дубина, поступок Ю Цуна как послание в Германию, написанное жизнью самого Ю Цуна, который превратил жизнь в текст.

## Экранизации
- 1983 — Сад (реж. Александр Кайдановский, дебютная режиссёрская работа)

## Интерпретации и аллюзии
Аллюзией на рассказ является сетевая литературная игра «Сад расходящихся хокку», созданная в 1997 году Дмитрием Маниным, Романом Лейбовым и Михаилом Лейпунским.
В романе Виктора Пелевина «Чапаев и Пустота» в прологе указывается, что один из вариантов названия книги было «Сад расходящихся Петек».
Один из эпизодов телесериала 2009 года «Вспомни, что будет» называется «Сад расходящихся тропок».